# Холм Кроноса
Холм Кроноса (греч. Κρόνιος λόφος, Кронион, Кроний, Κρόνιον) — холм высотой 113 метров в Элиде, на северо-западе Пелопоннеса в Греции. Расположен на плодородной равнине, с юга и запада ограниченной рекой Алфиос и её правым притоком Кладеос, напротив Архея-Олимбия. У южного склона холма расположен священный участок Алтис в святилище Олимпии. Расстояние от алтаря Двенадцати Богов в Афинах до храма Зевса в Олимпии по сообщению Геродота было 1485 стадий. У самого склона холма, к востоку от Алтиса расположен стадион. В гомеровскую эпоху у подножия холма располагались святилища Афродиты Урании, Илифии и Сосипола, гения Олимпии, покровителя мира и благополучия.
У холма, возле храма Геры, оканчивался красивой нишей (экседрой) водопровод, устроенный во II веке н. э. Геродом Аттиком. От этой ниши до входа на стадион на террасе у подножия холма были расположены 12 сокровищниц  греческих полисов, построенных в конце VI — V вв. до н. э. в виде небольших храмов дорического ордера. Самая замечательная из них была сокровищница мегарян. Группа на фронтоне изображала Гигантомахию.
У Пиндара «под Кронием» обычно метонимически обозначает Олимпию.
По одной из версий, холм был назван в честь Геракла после основания Олимпийских игр. По другой версии, холм был назван в честь Кроноса, который укрылся здесь после Гигантомахии. Поэтому вершина холма в древности была украшена святилищем Кроноса, в котором приносили жертвы во время весеннего равноденствия. Однако в настоящее время неизвестно, был ли там храм или алтарь Кроноса.
С высоты холма Крониона посетитель мог видеть выставку приносимых к храму Зевса предметов в Алтисе и статуи.